# Live in Vancouver
Albums de The Doors
Live in New York: Felt Forum 6cd Box
(2009)
Live in Vancouver est un album live contenant la totalité du concert donné par The Doors au Pacific National Exhibition Coliseum à Vancouver au Canada le 6 juin 1970. The Doors étaient alors en pleine tournée pour leur cinquième album : Morrison Hotel. Il est sorti sous le label Bright Midnight Records en 2010.
Le guitariste blues Albert King rejoint le groupe sur scène pour les accompagner durant quelques morceaux (Little Red Rooster, Money, Rock Me et Who Do You Love).

## Pistes

### Disque 1
1. Start Of Show
2. Roadhouse Blues
3. Alabama Song (Whisky Bar)
4. Back Door Man
5. Five To One
6. When The Music’s Over
7. Applause – Jim Talks (1)
8. Love Me Two Times
9. Applause – Jim Talks (2)
10. Little Red Rooster
11. Tuning (1)
12. Money
13. Tuning (2)
14. Rock Me
15. Tuning (3)
16. Who Do You Love

### Disque 2
1. Tuning (4)
2. Petition The Lord With Prayer
3. Light My Fire
4. Tuning (5)
5. The End
6. Thank You & Good Night

Albert King est présent sur les pistes 10 à 16. Light My Fire contient Fever, Summertime et St. James Infirmary Blues.

## Membres
- Jim Morrison - Chant
- Ray Manzarek - Clavier, Chant
- John Densmore - Batterie
- Robby Krieger - Guitare
- Albert King - Guitare (sur le premier disque, pistes 10 à 16)